# ZFAND2B
ZFAND2B (англ. Zinc finger AN1-type containing 2B) – білок, який кодується однойменним геном, розташованим у людей на 2-й хромосомі. Довжина поліпептидного ланцюга білка становить 257 амінокислот, а молекулярна маса — 28 023.
| 10         |  | 20         |  | 30         |  | 40         |  | 50         |
| ---------- |  | ---------- |  | ---------- |  | ---------- |  | ---------- |
| MEFPDLGAHC |  | SEPSCQRLDF |  | LPLKCDACSG |  | IFCADHVAYA |  | QHHCGSAYQK |
| DIQVPVCPLC |  | NVPVPVARGE |  | PPDRAVGEHI |  | DRDCRSDPAQ |  | QKRKIFTNKC |
| ERAGCRQREM |  | MKLTCERCSR |  | NFCIKHRHPL |  | DHDCSGEGHP |  | TSRAGLAAIS |
| RAQAVASTST |  | VPSPSQTMPS |  | CTSPSRATTR |  | SPSWTAPPVI |  | ALQNGLSEDE |
| ALQRALEMSL |  | AETKPQVPSC |  | QEEEDLALAQ |  | ALSASEAEYQ |  | RQQAQSRSSK |
| PSNCSLC    |  |            |  |            |  |            |  |            |

A: Аланін

C: Цистеїн

D: Аспарагінова кислота

E: Глутамінова кислота

F: Фенілаланін

G: Гліцин

H: Гістидин

I: Ізолейцин

K: Лізин

L: Лейцин

M: Метіонін

N: Аспарагін

P: Пролін

Q: Глутамін

R: Аргінін

S: Серин

T: Треонін

V: Валін

W: Триптофан

Задіяний у такому біологічному процесі, як альтернативний сплайсинг. 
Білок має сайт для зв'язування з іонами металів, іоном цинку. 
Локалізований у ендоплазматичному ретикулумі.